# Epirinus minimus
Epirinus minimus là một loài bọ cánh cứng trong họ Bọ hung (Scarabaeidae).